# 張俊 (明朝將領)
張俊（？—1519年），宣府前衛人。明朝軍事將領。

## 生平
繼承世職，為宣府前衛指揮使，累擢大同遊擊將軍。
明孝宗弘治十二年（1499年），以功升為都指揮同知，后因擊退火篩入寇，擢升為都督僉事。不久，總兵官王璽失事被徵，命其代任。同年冬，移鎮宣府。明武宗繼位后，蒙古入寇，張俊派遣諸將李稽、白玉、張雄、王鎮、穆榮各領兵三千人，分扼要害。不久敵軍突破新開口，張俊親率三千人赴援，半途受傷，遂改由都指揮曹泰帶領部隊前進。曹泰在鹿角山被包圍，張俊再調兵五千人增援解圍。李稽等諸將成功脫困，唯獨張雄、穆榮二將因為援絕而戰死。是役明軍士馬死亡無算，之後張俊被徵還。
正德五年（1510年），署任都督同知，典神威營操練。次年，討伐山西楊虎等叛亂，后實授都督同知。久之去世。